# SC-370
SC-370 é uma rodovia estadual de Santa Catarina. A rodovia é uma das ligações entre o Sul Catarinense e o Planalto Catarinense, sendo esta pela Serra do Corvo Branco (Serra Geral).
Trata-se da antiga SC-439, renomeada pelo Departamento Estadual de Infraestrutura - Deinfra/SC como atual SC-370.
A nova numeração passou a vigorar no ano de 2013 para que se seguisse o Plano Nacional de Viação (PNV). Dos Estados do sul do Brasil, apenas Santa Catarina não obedecia lei federal sobre nomenclatura de rodovias.

## Trechos da nova rodovia

### Primeiro trecho
O primeiro trecho da rodovia tem seu início no município de Painel no principal acesso da cidade, junto a rodovia SC-114 e termina em Urupema na rótula de acesso principal da cidade, junto a rodovia SC-112 (que liga Urupema a Rio Rufino). 

### Segundo trecho
O segundo trecho da rodovia tem seu início no município de Rio Rufino e termina no município de Braço do Norte. A rodovia atravessa os municípios de Urubici e Grão-Pará. Neste trecho a rodovia atravessa a Serra do Corvo Branco, um dos cartões postais do estado de Santa Catarina.

### Terceiro trecho
O terceiro trecho da rodovia tem seu início no município de Braço do Norte e termina em Tubarão. A rodovia atravessa o município de Gravatal e termina na BR-101.

## Obras na SC-370

### Rodovia alternativa
Está em execução o projeto da rodovia alternativa a SC-370, em Tubarão. A rodovia contará com dois quilômetros de pistas duplas, canteiros centrais, entre outras coisas e será revitalizado pelo programa do Governo do Estado, "Pacto das Estradas", o trecho restante até Braço do Norte.

### Serra do Corvo Branco
Está sendo pavimentado o segmento da rodovia entre Grão-Pará até o início da Serra do Corvo Branco, e posteriormente (após uma nova licitação) a própria serra, que contará com acostamentos e pontos de ônibus conforme o projeto em vídeo no canal oficial do DEINFRA no Youtube. 

### Interdição na Serra do Corvo Branco
Em decorrência de fortes chuvas no início do mês de maio de 2022, ocorreram deslizamentos na rodovia no trecho da Serra, o que ocasionou sua interdição. Não há previsão de liberação do trecho antes do final de 2022.

## Antigas nomenclaturas
- SC-439 - (rótula de acesso principal de Painel até Braço do Norte);
- SC-438 - (saída do perímetro urbano de Braço do Norte até a BR-101, em Tubarão);